# ایندیپندنس (کنتاکی)
ایندیپندنس (به انگلیسی: Independence) شهری در ایالت کنتاکی کشور ایالات متحده آمریکا است که جمعیت آن در سرشماری سال ۲۰۱۰ میلادی، ۲۴٬۷۵۷ نفر بوده‌است.